# Multiferroika
Multiferroika (englisch Multiferroics) ist ein Sammelbegriff für alle Materialien, in denen mindestens zwei ferroische Ordnungsphänomene parallel existieren. Ein Beispiel wäre eine Substanz, die gleichzeitig ferromagnetisch und ferroelektrisch ist. In diesem Fall spricht man auch kurz von einem Ferroelektromagneten (die Namensgebung ist hier allerdings nicht allgemein anerkannt).
Von Interesse sind Multiferroika sowohl aus rein wissenschaftlicher als auch technologischer Sicht, denn die Koexistenz verschiedener langreichweitiger Ordnungen kann durch Wechselwirkung zwischen diesen zu neuen physikalischen Effekten und in der Folge neuen technischen Anwendungen führen. Am weitesten ist man hier auf dem Gebiet der simultan magnetisch und elektrisch geordneten Verbindungen. Erste Untersuchungen hierzu begannen Mitte des 20. Jahrhunderts in der ehemaligen Sowjetunion ausgehend von einer Initiative der russischen Physiker Georgi Smolenski (1910–1986) und Abram Joffe. Heute beschäftigen sich weltweit zahlreiche Forschergruppen mit diesem Gebiet.
Bei einem ferromagnetisch und ferroelektrisch geordneten Material kann es zu einer Wechselwirkung zwischen Magnetisierung und elektrischer Polarisation durch den sogenannten magnetoelektrischen Effekt kommen, der hier gegenüber konventionellen Materialien um Größenordnungen verstärkt sein kann. Dies eröffnet die Möglichkeit der direkten Manipulation der magnetischen Ordnung durch elektrische Felder bzw. der ferroelektrischen Ordnung durch magnetische Felder. Aus technischer Sicht lässt sich hier an die Anwendung dieses Effektes z. B. in der Speichertechnologie denken.